# Plaža İztuzu
Plaža İztuzu je 4,5 km dolga plaža v bližini mesta Dalyan, v okrožju Ortaca v provinci Muğla na jugozahodu Turčije. Plaža je ozek pas kopnega ali kleč, ki tvori naravno oviro med sladkovodno delto reke Dalyan in morjem. Je eno glavnih gnezdišč želv glavate karete (Caretta caretta) v Sredozemlju, zato ga pogosto imenujejo Turtle Beach (želvja plaža). Glavata kareta je na rdečem seznamu ogroženih živali IUCN. Zaradi tega je plaža od leta 1988 zaščitena in je del posebnega območja varstva okolja Köyceğiz-Dalyan.
Največja grožnja za preživetje morske želve je na teh peščenih plažah, kjer se začne njeno življenje. To je sprožilo mednarodno prizadevanje za ohranjanje, ki se je začelo v 1990-ih. Prizadevanja za zaščito jajc morskih želv in zagotovitev varnega gnezdenja za to ogroženo vrsto so bila mednarodna. To vprašanje je eno najpomembnejših vprašanj v okoljski agendi Turčije.

## Zgodovina
Govorice o razvoju plaže za množični turizem so se začele leta 1984. Razpravljali so o načrtih za gradnjo hotela in marine v delti ter bungalovov pri Küçük Dalyan na bregovih jezera Sülüngür.
Leta 1986 so bili lastniki koč na plaži pozvani, da so do oktobra istega leta svoje koče očistili in razstavili.
Aprila 1987 so se uresničile govorice o hotelskem kompleksu, ko se je začela gradnja hotela Kaunos Beach z 1800 posteljami, ki se je financiralo z nemškimi sredstvi za razvojno pomoč. Ker bi to pomenilo konec pomembnega gnezditvenega habitata za želvo, je June Haimoff skupaj s kolegi okoljevarstveniki, kot so David Bellamy, Lily Venizelos, Günther Peter, Nergis Yazgan in Keith Corbett, sprožila akcijo za reševanje plaže. S tem se je začel hud mednarodni boj med naravovarstveniki in razvojniki. Prišli so protestniki - med drugimi - IUCN, Greenpeace, Svetovni sklad za prostoživeče živali (WWF) in Zoologische Gesellschaft Frankfurt.
Zlasti v Zvezni republiki Nemčiji je gradbeni projekt povzročil veliko ogorčenje, ker je nemški DEG (Deutsche Finanzierungsgesellschaft für Beteiligungen v Entwicklungsländern) želel financirati 5 milijonov evrov iz javnih sredstev pod pretvezo, da gre za razvojna pomoč.
June Haimoff je nagovorila WWF, da je takratni predsednik princ Filip pri turškem premierju Turgutu Özalu zaprosil za moratorij, medtem ko je čakal na oceno vplivov na okolje. Tej zahtevi je bilo ugodeno in gradnja se je začasno ustavila. Medtem je nemška zvezna vlada odločila, da družba DEG ne bo porabila sredstev za hotel. Julija 1988 se je turška vlada odločila proti razvoju in podelila plaži Iztuzu in njenemu zaledju status posebnega območja varstva okolja.
June Haimoff je v svoji avtobiografski knjigi Kaptan June and the Turtles, ki je bila prvič objavljena leta 1997, pripovedovala o boju za ohranitev plaže İztuzu kot gnezdečega habitata. Leta 2001 je izšel turški prevod z naslovom Kaptan June ve Kaplumbağalar.

## Zaščita
Plaža İztuzu je s povprečno približno 300 gnezd na leto eno najpomembnejših gnezdišč želv v Sredozemlju. Da bi preprečili vznemirjanje in motnje želv in njihovih gnezd, vlada od leta 1988 uvaja stroge predpise:
- Od 1. maja do 1. oktobra je plaža zaprta za javnost med 20.00 in 08.00 uro, da bi izključila dezorientacijo odraslih želv in valilk zaradi motenja ljudi in umetne svetlobe.
- V območju gnezdenja, ki je označeno s količki, so senčniki in ležalniki prepovedani, kopanje pa je prepovedano, da se prepreči motenje ali poškodba gnezda.
- Na plaži je prepovedana prisotnost vozil in hišnih ljubljenčkov.
- Hitri gliserji so prepovedani, tako na reki kot znotraj 1 milje od obale.

Ti ukrepi so se kljub velikemu povečanju turizma izkazali za uspešne. Program spremljanja, ki se izvaja od leta 1988 naprej, kaže stabilno populacijo in celo rahlo povečanje gnezd na plaži.
Od maja 2009 je na plaži center želv, ki ga vodi oddelek za biologijo na univerzi Pamukkale. V času gnezditvene sezone so študenti in prostovoljci vključeni v spremljanje. Locirajo in štejejo gnezda in jih ščitijo s kletkami, da preprečijo plenjenje. Poškodovane želve, ki jih najdejo na plaži ali v estuariju, pripeljejo na zdravljenje in rehabilitacijo.
Februarja 2011 je bila ustanovljena Fundacija za zaščito morskih želv Kaptan June, fundacija, katere poslanstvo je zaščititi morske želve in njihov habitat. Nekdanja koča zaščitnice June Haimoff je bila vrnjena na İztuzu in spremenjena v majhen muzej. Maja 2011 je bila Elizabeta II. nagrajena z redom britanskega imperija za storitve ohranjanja okolja in zaščite ogroženih želv v Turčiji.

## Mednarodno priznanje
V obdobju od leta 1988 naprej je regija Köyceğiz-Dalyan postala priljubljena počitniška destinacija. Plažo İztuzu obiskujejo ljudje, ki živijo ali bivajo v Dalyanu in dnevni turisti iz bližnjega Marmarisa in Sarıgerme.
Leta 2008 je plaža İztuzu razglasila za zmagovalca v kategoriji Best Open Space (Europe)  revije The Times zaradi okolju prijaznega izkoriščanja plaže .
Leta 2011 sta Dalyan in plaža İztuzu dobila priznanje Best Beach Destination of Europe spletnega mesta Zoover, za ocenjevanje počitnic .